# Althea Gibson
Althea Neale Gibson (Silver, 25 agosto 1927 – East Orange, 28 settembre 2003) è stata una tennista statunitense.

## Biografia
Nata nella Contea di Clarendon nella Carolina del Sud da Daniel e Annie Bell Gibson, Althea aveva un fratello, Daniel Junior e una sorella, Mildred.
Per quanto riguarda il ranking fu fra le prime dieci dal 1956 al 1958, ottenendo la prima posizione nel 1957 e nel 1958,
Nel 1956 vinse gli Open di Francia battendo in finale Angela Mortimer con 6-0, 12-10. Si aggiudica anche i tornei di doppio misto a Palermo, Napoli e Genova in coppia con Orlando Sirola. Nello stesso anno perse in finale agli U.S. Open contro Shirley Fry ma vinse il torneo nei due anni consecutivi, nel 1957 contro Louise Brough per 6-3, 6-2 e nel 1958 battendo Darlene Hard con il punteggio di 3-6, 6-1, 6-2
Nel 1957 perse la finale degli Australian Open nuovamente contro Shirley Fry. Successivamente vinse due edizioni consecutive del Torneo di Wimbledon: nel 1957 battendo Darlene Hard per 6-3, 6-2 e nel 1958 sconfiggendo Angela Mortimer per 8-6, 6-2.
Nel 1959 recitò nel film "Soldati a cavallo" (The Horse Soldiers) di John Ford.
Alla sua morte il corpo venne sepolto nel Rosedale Cemetery.

## Riconoscimenti
- International Tennis Hall of Fame, 1971[2]
- Premio Theodore Roosevelt (Theodore Roosevelt Award), 1991